# 内藤裕文
内藤裕文（ないとう ひろふみ、1955年6月25日 - ）は、群馬県館林市出身の日本のプロアングラー。アメリカのフロリダ州在住。アメリカのルアーブランドプラドコ勤務。ヒロ内藤の愛称で親しまれている。

## 略歴
- 1978年、九州学院大学工学部航空工学科を卒業後、フロリダ工科大学海洋学部に留学。その後、リビングストーン・アラバマ州立大学を経て南アラバマ大学コンピュータ学科に入学。
- 1982年、西山徹のアメリカ取材のコーディネータを務めたことからバグリー社のジム・バグリーと知り合う。
- 1983年、南アラバマ大学卒業。カリフォルニアのコンピュータ会社に就職が決まっていたがこれを蹴ってバグリー社に入社。また、B.A.S.S. Master Classicに日本人初のプレスアングラーとして参加する。
- 1984年、ユニチカの釣り糸シルバースレッドの開発に参加。
- 1988年、自身が開発に関わったロッド「HIRO NAITO SPECIAL」がオフトより発売。
- 1991年、プラドコ社に移籍。オフトよりプラドコ社のルアーの輸入を開始。
- 1995年、オフトよりエントリーモデルのロッド「HIRO NAITO PEGASUS」を発売。
- 1999年、オフトよりHIROismが発売。
- 2002年、オフトよりHIROism A.I.Rを発売。

## 人物
宇宙飛行士の向井千秋の実弟である。
幼少時代は歩行障害があり、主に車椅子で生活をしていた。両親に気分転換の為、フナ釣りに同行したのが魚釣りとの最初の接点だった。フナ釣りに勤しみ、中学生の頃にルアーに出会う。渡米後、好きだった釣りで食べて行こうとバグリーに入社し、海外市場の責任者として勤務した。当時は大好きだった釣りの仕事をするのは嫌いになってしまうのではないかという葛藤があったと後に語っている。プラドコでは環太平洋地域の統括責任者、PRADCO JAPANの代表者として勤務している。
典型的な理系思考であるが、時々文系のようなロマンティックな思考の発言をみせる。
チョコレート1つだけ持って36時間釣りを続け倒れていたところを沿岸警備員が見つけ、来たことがある

## 作品

### 出演作品

#### VHS・DVD
- LURE THE SPIRIT Vol.1~7 (中録サービス)
- アマゾン珍道中 Vol.1~2(ZEAL)
- パフォーマンスバッシング 3(ZEAL)
- TOP WATER BASSING PART3(ZEAL)

#### DVD
- LURE THE SPIRIT Vol.1~7 (中録サービス)
「LURE THE SPIRIT」シリーズのDVD版
- THE ANSWER　GAME 1~5 (内外出版社)
- ヒロ内藤　僕たちのヘドンストーリー３

#### PCソフト
- ヒロ内藤 HIT&HIT Vol.1~2 (イマジニア)

### 著書
- SUPER BASSING (CBSソニー出版)（1985年）
- ブラックバス・ルアー活用術 (廣済堂出版)（1986年）
- BASS TACKLE (CBSソニー出版)（1986年）
- ヒロ内藤のハイパーバッシン（1997年）
- バスフィッシング (つり人社)(2009年)

## 出演番組
- ヒロ内藤のフロリダフィッシング (旅チャンネル)

## 雑誌
- アメパワー(Lure Magazine、内外出版社)
- The Giant ～バス釣り偉人列伝～(Rod and Reel、地球丸)
- ルアーふしぎ発見!(Rod and Reel、地球丸)
- Basser
- Tackle Box
- Crazy Bass